# Finale di Heineken Cup 2010-2011
La finale di Heineken Cup 2010-11 fu la gara di assegnazione del titolo di campione della 16ª edizione della massima competizione europea per club di rugby a 15.
Si tenne il 21 maggio 2011 al Millennium Stadium di Cardiff tra Northampton e Leinster e vide quest'ultima prevalere con il punteggio di 33-22 aggiudicandosi quindi il suo secondo titolo di campione d'Europa.

## Il percorso dei club finalisti

### Northampton
Il club inglese si qualificò come migliore del seeding dopo sei vittorie in altrettanti incontri nel proprio girone: all'esordio interno contro Castres regolata di misura 18-14 fece seguito la vittoria in Scozia su Edimburgo 31-27 e quella tra le mura amiche 23-15 sul Cardiff Blues, replicata anche in Galles nella gara di ritorno per 23-19.
La qualificazione matematica giunse con il 37-0 inflitto a Edimburgo nella penultima gara del girone, al termine della quale i Saints guadagnarono il loro primo e unico punto di bonus; la settimana successiva, con la vittoria in Francia su Castres, giunse anche la certificazione di migliore delle qualificate e il diritto di disputare i play-off sul campo di propria scelta.
Il terreno della fase a eliminazione scelto da Northampton fu lo stadium.mk di Milton Keynes: lì caddero dapprima Ulster, battuto nei quarti per 23-13, e, a seguire, Perpignano cui i Saints inflissero una sconfitta per 23-7.

### Leinster
Leinster si qualificò come seconda nel seeding generale, posizione che garantì anche ad esso la scelta dell'impianto di casa nei play-off: dopo l'esordio con vittoria a Dublino sui parigini del Racing Métro 92 per 38-22 e quella di misura a Londra sul Saracens per 25-23, giunse a Clermont-Ferrand l'unica battuta d'arresto (13-20) della sua campagna europea, che tuttavia fu senza conseguenze, perché nella gara di ritorno Leinster batté 24-8 i francesi e, superando 43-20 il Saracens 43-20 nell'incontro successivo, si assicurò il passaggio del turno, consolidando poi, con la vittoria sul Racing Métro per 36-11, il ranking di seconda miglior vincente di girone e accaparrandosi il secondo posto utile per disputare in casa la fase a eliminazione.

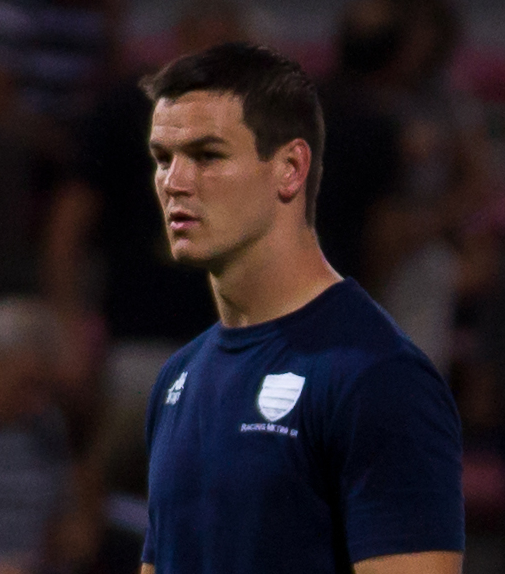
Jonathan Sexton (qui al), MVP della finale e miglior marcatore stagionale

Nei quarti, in una ripetizione della finale di due anni prima, Leinster ebbe la meglio su Leicester grazie a 12 punti al piede di Jonny Sexton e una meta di Nacewa che portarono il punteggio a +14 prima che una tardiva meta inglese accorciasse la distanza senza tuttavia rimettere in discussione il risultato; Sexton sugli scudi anche nella semifinale contro Tolosa, partita terminata in leggero squilibrio al primo tempo (16-13 per Leinster) e conclusa con due mete per parte, ma con l'apertura irlandese a piazzare sei calci e due trasformazioni (22 punti, contro i solo 13 dei francesi Skrela e Bézy) per il 32-23 finale che mandò Leinster per la seconda volta in tre stagioni alla gara per il titolo.

## La finale
La gara di finale si tenne al Millennium Stadium di Cardiff, in Galles, e la sua direzione fu affidata all'esperto arbitro francese Romain Poite.
La partita fu la risultante di due frazioni di gioco dominate a turno da entrambe: nei primi 40 minuti Northampton, andando contro alle previsioni che lo volevano sfavorito, aprì le marcature dopo pochi minuti con Dowson con una meta molto angolata su precisa apertura filtrante di Clark; debole la risposta di Leinster con solo un calcio di Sexton prima che Foden inizialmente e, a seguire, Hartley, scavassero un solco che portò gli inglesi a condurre 22-6 alla pausa.
Completamente diverso l'andamento della ripresa, in cui Northampton non fu più in grado di andare a segno: Sexton, fino ad allora l'unico marcatore dei suoi, andò in meta due volte nell'arco di pochi minuti e al 52' il punteggio vedeva Leinster sotto di appena due punti, 20-22; ancora Sexton, con due calci piazzati, portò avanti Leinster 26-22 quando mancavano 15 minuti alla fine.
Inutili i tentativi di Northampton di riportarsi in avanti, frustrati dalla terza meta irlandese Hines, che completò un parziale di 27-0 e la rimonta più ampia mai compiuta fino ad allora in una finale di Heineken Cup, da 6-22 a 33-22.
Sexton, grazie ai suoi 28 punti, registrò il record personale di marcature per singola gara di finale e si aggiudicò il titolo di MVP dell'incontro.
Per Leinster si trattò del secondo successo nelle ultime tre edizioni di torneo e dell'ingresso nel club dei plurivincitori che all'epoca già comprendeva Leicester, Munster, Tolosa e London Wasps.

## Tabellino dell'incontro
| Arbitro: | Romain Poite |

| |              | |
| Dowson 7’ Foden 30’ Hartley 39’ | mt           | 43’, 52’ Sexton 64’ Hines |
| Myler 7’, 30’ | tr           | 43’, 52’, 64’ Sexton |
| Myler 20’ | c.p.         | 13’, 35’, 56’, 60’ Sexton |
| · Foden · 78’ Ashton · Clarke · 66’ Downey · Diggin · 66’ Myler · Dickson · 66’ Tonga’uiha · 69’ Hartley · 66’ 25’ Mujati · Lawes · 78’ Day · 27’ 37’ Clark · 61’ Dowson · R. Wilson | Formazioni   | · Nacewa · Horgan · O’Driscoll · D’Arcy 67’ · Fitzgerald · Sexton 78’ · Reddan 73’ · Healy 58’ · Strauss 79’ · Ross 78’ · Cullen · Hines 78’ · McLaughlin 41’ · O’Brien · Heaslip |
| · 27’ 37’ 66’ Mercey · 63’ M. Easter · 66’ Ansbro · 66’ Geraghty · 66’ Waller · 69’ Sharman · 78’ Commins · 78’ Sorenson                                                             | Sostituzioni | · S. Jennings 41’ · H. v.d. Merwe 58’ · McFadden 67’ · Boss 73’ · Madigan 78’ · Toner 78’ · Wright 78’ · Harris-Wright 79’                                                        |
| Jim Mallinder | Allenatori   | Joe Schmidt |